# Håkosjön
Håkosjön är en sjö i Finland. Den ligger i kommunen Kristinestad i landskapet Österbotten, i den sydvästra delen av landet, 290 km nordväst om huvudstaden Helsingfors. Håkosjön ligger 14 meter över havet. Arean är 9 hektar och strandlinjen är 2,33 kilometer lång. Sjön  ingår i Bottenhavets kustområde.   Den ligger vid sjön Härkmerifjärden. I omgivningarna runt Håkosjön växer i huvudsak blandskog.